# Charles Schultze
Charles Schultze (ur. 12 grudnia 1924 w Alexandrii, zm. 27 września 2016 w Waszyngtonie) – amerykański ekonomista, przewodniczący Rady Doradców Ekonomicznych w USA w latach 1977–1981.

## Publikacje
- Economic Choices 1987 (Brookings, 1986)
- Other Times, Other Places (Brookings, 1986).
- Barriers to European Growth: A Transatlantic View, Mitautor Robert Z. Lawrence (Brookings, 1987)
- American Living Standards: Threats and Challenges, Mitherausgeber Robert Z. Lawrence und Robert E. Litan (Brookings, 1988)
- An American Trade Strategy: Options for the 1990s, Mitherausgeber Robert Z. Lawrence (Brookings, 1990)
- Setting Domestic Priorities: What Can Government Do?, Mitautor Henry J. Aaron
- Memos to the President: A Guide through Macroeconomics for the Busy Policymaker (Brookings, 1992)